# Antichloris alecton
Antichloris alecton är en fjärilsart som beskrevs av Stoll 1782?. Antichloris alecton ingår i släktet Antichloris och familjen björnspinnare. Inga underarter finns listade i Catalogue of Life.